# Ichneumon moerens
Ichneumon moerens là một loài tò vò trong họ Ichneumonidae.